# AIMF
AIMF là tên viết tắt của Hiệp hội Quốc tế các thị trưởng nói tiếng Pháp (tiếng Pháp: Association internationale des maires francophones).
AIMF tập hợp thị trưởng, lãnh đạo các thủ đô, các thành phố lớn của các quốc gia mà tiếng Pháp là ngôn ngữ được sử dụng phổ biến hoặc ngôn ngữ trao đổi. AIMF phối hợp chặt chẽ và tạo điều kiện cho các địa phương củng cố dân chủ, quản lý hành chính, các chính sách phi tập trung và tạo điều kiện cho các địa phương có cơ hội tiếp cận các diễn đàn quốc tế.
Tổ chức này được thành lập vào năm 1979 theo sáng kiến của thị trưởng Paris (Pháp) là ông Jacques Chirac và thị trưởng Thành phố Québec (Canada) là ông Jean Pelletier; khi đó AIMF mới chỉ có 20 thành viên và ông Jacques Chirac được bầu làm chủ tịch. Đến nay, tổ chức này đã có 166 thị trưởng thành viên từ 46 quốc gia và chủ tịch hiện nay là ông Bertrand Delanoë, cũng là thị trưởng Paris. Việt Nam có các thành viên là lãnh đạo của Hà Nội, Thành phố Hồ Chí Minh và Huế.